# Lista de lagos por volume
Esta é uma lista de lagos por volume.

## Lista
A lista indica os lagos com volume superior a 100 km³. Note-se que o volume é difícil de medir, pois necessita de informação batimétrica, e pode variar significativamente entre estações do ano em muitos lagos, em particular nos lagos salgados em regiões com climas áridos. Assim, consoante as fontes de informação, os volumes podem diferir bastante.
| #  | Lago                   | País                                                  | Continente       | Volume (km³) |
| -- | ---------------------- | ----------------------------------------------------- | ---------------- | ------------ |
| 1  | Mar Cáspio             | Azerbaijão, Irão, Cazaquistão, Rússia, Turquemenistão | Ásia             | 78 200       |
| 2  | Baikal                 | Rússia                                                | Ásia             | 23 600       |
| 3  | Tanganica              | Burundi, R.D. Congo, Tanzânia, Zâmbia                 | África           | 18 900       |
| 4  | Superior               | Canadá, Estados Unidos                                | América do Norte | 11 600       |
| 5  | Michigan-Huron         | Canadá, Estados Unidos                                | América do Norte | 8 260        |
| 6  | Malawi                 | Malawi, Moçambique, Tanzânia                          | África           | 7 725        |
| 7  | Vostok                 | Antártica                                             | Antártica        | 5 400        |
| 8  | Vitória                | Quénia, Uganda, Tanzânia                              | África           | 2 750        |
| 9  | Grande Lago do Urso    | Canadá                                                | América do Norte | 2 236        |
| 10 | Lago Issyk-Kul         | Quirguistão                                           | Ásia             | 1 730        |
| 11 | Ontário                | Canadá, Estados Unidos                                | América do Norte | 1 710        |
| 12 | Grande Lago do Escravo | Canadá                                                | América do Norte | 1 580        |
| 13 | Mar de Aral            | Cazaquistão, Uzbequistão                              | Ásia             | 1 020        |
| 14 | Ladoga                 | Rússia                                                | Europa           | 908          |
| 15 | Titicaca               | Bolívia, Peru                                         | América do Sul   | 710          |
| 16 | Vã                     | Turquia                                               | Ásia             | 607          |
| 17 | Kivu                   | R.D. do Congo, Ruanda                                 | África           | 569          |
| 18 | Erie                   | Canadá, Estados Unidos                                | América do Norte | 545          |
| 19 | Khövsgöl               | Mongólia                                              | Ásia             | 480          |
| 20 | Onega                  | Rússia                                                | Europa           | 295          |
| 21 | Turkana                | Kenya                                                 | África           | 204          |
| 22 | Mar Morto              | Cisjordânia, Israel, Jordânia                         | Ásia             | 188          |
| 23 | Vener                  | Suécia                                                | Europa           | 180          |
| 24 | Alberto                | Uganda, R.D. do Congo                                 | África           | 132          |
| 25 | Winnipeg               | Canadá                                                | América do Norte | 127          |
| 26 | Balkhash               | Cazaquistão                                           | Ásia             | 112          |
| 27 | Athabasca              | Canadá                                                | América do Norte | 110          |
| 28 | Lago Nicarágua         | Nicarágua                                             | América do Norte | 108          |